# Exilisia costimacula
Exilisia costimacula är en fjärilsart som beskrevs av De Toulgoët 1958. Exilisia costimacula ingår i släktet Exilisia och familjen björnspinnare. Inga underarter finns listade i Catalogue of Life.